# Anii 1160
Secole: Secolul al XI-lea - Secolul al XII-lea - Secolul al XIII-lea
Decenii: Anii 1110 Anii 1120 Anii 1130 Anii 1140 Anii 1150 - Anii 1160 - Anii 1170 Anii 1180 Anii 1190 Anii 1200 Anii 1210
Ani: 1160 1161 1162 1163 1164 1165 1166 1167 1168 1169